# Wijken en buurten in Capelle aan den IJssel
De Nederlandse gemeente Capelle aan den IJssel is voor statistische doeleinden onderverdeeld in wijken en buurten. De gemeente is verdeeld in de volgende statistische wijken:
- Wijk 01 Capelle-West en 's-Gravenland (CBS-wijkcode:050201)
- Wijk 02 Middelwatering-West (CBS-wijkcode:050202)
- Wijk 03 Middelwatering-Oost (CBS-wijkcode:050203)
- Wijk 04 Oostgaarde-Zuid (CBS-wijkcode:050204)
- Wijk 05 Oostgaarde-Noord (CBS-wijkcode:050205)
- Wijk 06 Schenkel (CBS-wijkcode:050206)
- Wijk 07 Schollevaar-Zuid (CBS-wijkcode:050207)
- Wijk 08 Schollevaar-Noord en Hoofdweg (CBS-wijkcode:050208)
- Wijk 09 Rivium en Fascinatio (CBS-wijkcode:050209)

Een statistische wijk kan bestaan uit meerdere buurten. Onderstaande tabel geeft de buurtindeling met kentallen volgens het Centraal Bureau voor de Statistiek (2008):
| CBS-buurtcode | Buurtnaam                     | Inwonertal | Opp. totaal (ha) | Opp. land (ha) | Ligging                |
| ------------- | ----------------------------- | ---------- | ---------------- | -------------- | ---------------------- |
| BU05020100    | IJsseldijk                    | 0          | 17               | 10             | Locatie in de gemeente |
| BU05020101    | Redebuurt                     | 1260       | 17               | 17             | Locatie in de gemeente |
| BU05020102    | Industrieterrein-West         | 20         | 20               | 17             | Locatie in de gemeente |
| BU05020103    | Zeeheldenbuurt-West           | 990        | 22               | 18             | Locatie in de gemeente |
| BU05020104    | Zeeheldenbuurt-Oost           | 130        | 18               | 13             | Locatie in de gemeente |
| BU05020105    | Chopin-buurt                  | 1370       | 15               | 15             | Locatie in de gemeente |
| BU05020106    | Bizet-buurt                   | 1760       | 16               | 16             | Locatie in de gemeente |
| BU05020107    | Paganini-buurt                | 1720       | 18               | 18             | Locatie in de gemeente |
| BU05020108    | Rossini-buurt                 | 560        | 11               | 11             | Locatie in de gemeente |
| BU05020109    | Puccini-buurt                 | 2620       | 30               | 30             | Locatie in de gemeente |
| BU05020201    | 's-Gravenweg en Alexanderlaan | 110        | 41               | 41             | Locatie in de gemeente |
| BU05020202    | 's-Gravenpark                 | 170        | 19               | 19             | Locatie in de gemeente |
| BU05020203    | Reviusbuurt                   | 850        | 18               | 17             | Locatie in de gemeente |
| BU05020204    | Dichtersbuurt                 | 1670       | 34               | 33             | Locatie in de gemeente |
| BU05020205    | Merelbuurt                    | 1120       | 23               | 22             | Locatie in de gemeente |
| BU05020206    | Schildersbuurt                | 760        | 10               | 10             | Locatie in de gemeente |
| BU05020207    | Valeriusbuurt                 | 1200       | 26               | 21             | Locatie in de gemeente |
| BU05020208    | Rozenburcht                   | 390        | 11               | 10             | Locatie in de gemeente |
| BU05020209    | Oude plaats                   | 1040       | 14               | 11             | Locatie in de gemeente |
| BU05020301    | Stationsbuurt                 | 160        | 37               | 37             | Locatie in de gemeente |
| BU05020302    | Hovenbuurt                    | 2200       | 24               | 24             | Locatie in de gemeente |
| BU05020303    | Koperwiek                     | 1260       | 18               | 17             | Locatie in de gemeente |
| BU05020304    | Meeuwenbuurt                  | 1010       | 15               | 13             | Locatie in de gemeente |
| BU05020305    | Alkenoord                     | 910        | 13               | 12             | Locatie in de gemeente |
| BU05020306    | Vuykterrein                   | 670        | 16               | 12             | Locatie in de gemeente |
| BU05020307    | Oude Kern                     | 380        | 16               | 11             | Locatie in de gemeente |
| BU05020308    | Kievitlaan                    | 1550       | 21               | 20             | Locatie in de gemeente |
| BU05020401    | De Baronie                    | 910        | 10               | 9              | Locatie in de gemeente |
| BU05020402    | Diepenbuurt                   | 930        | 14               | 12             | Locatie in de gemeente |
| BU05020403    | Dalenbuurt                    | 1930       | 22               | 21             | Locatie in de gemeente |
| BU05020404    | Sportpark Couwenhoek          | 0          | 16               | 14             | Locatie in de gemeente |
| BU05020405    | Eilandenbuurt                 | 950        | 15               | 15             | Locatie in de gemeente |
| BU05020406    | Waardenbuurt                  | 1000       | 17               | 15             | Locatie in de gemeente |
| BU05020407    | AWZI Oostgaarde               | 0          | 16               | 13             | Locatie in de gemeente |
| BU05020408    | Baaienbuurt                   | 1390       | 18               | 17             | Locatie in de gemeente |
| BU05020409    | Paradijsel                    | 950        | 34               | 19             | Locatie in de gemeente |
| BU05020501    | Beemster en Purmerhoek        | 1290       | 11               | 10             | Locatie in de gemeente |
| BU05020502    | Schermerhoek                  | 1420       | 7                | 7              | Locatie in de gemeente |
| BU05020503    | Wormerhoek                    | 0          | 6                | 6              | Locatie in de gemeente |
| BU05020504    | Scandinavischebuurt           | 540        | 14               | 13             | Locatie in de gemeente |
| BU05020505    | Amerikaansebuurt              | 410        | 9                | 9              | Locatie in de gemeente |
| BU05020506    | Bergenbuurt                   | 1640       | 12               | 12             | Locatie in de gemeente |
| BU05020507    | Molukkenbuurt                 | 790        | 13               | 12             | Locatie in de gemeente |
| BU05020508    | Klaverweide                   | 30         | 16               | 16             | Locatie in de gemeente |
| BU05020509    | Klinkert                      | 60         | 26               | 26             | Locatie in de gemeente |
| BU05020601    | Molenbuurt                    | 1340       | 30               | 27             | Locatie in de gemeente |
| BU05020602    | Florabuurt                    | 1800       | 15               | 14             | Locatie in de gemeente |
| BU05020603    | Bloemenbuurt-West             | 1360       | 20               | 18             | Locatie in de gemeente |
| BU05020604    | Bloemenbuurt-Oost             | 490        | 9                | 9              | Locatie in de gemeente |
| BU05020605    | Akker- en Haagwinde           | 690        | 13               | 12             | Locatie in de gemeente |
| BU05020606    | Sportpark Schenkel            | 0          | 29               | 27             | Locatie in de gemeente |
| BU05020700    | Dansenbuurt-Noord             | 1030       | 19               | 19             | Locatie in de gemeente |
| BU05020701    | Burgenbuurt                   | 1540       | 15               | 15             | Locatie in de gemeente |
| BU05020702    | Dansenbuurt-Zuid              | 1130       | 13               | 13             | Locatie in de gemeente |
| BU05020703    | Ervenbuurt                    | 2250       | 27               | 27             | Locatie in de gemeente |
| BU05020704    | Stadsdeelpark                 | 760        | 136              | 117            | Locatie in de gemeente |
| BU05020705    | Instrumentenbuurt             | 1240       | 14               | 14             | Locatie in de gemeente |
| BU05020706    | Kunstenaarsbuurt              | 1380       | 17               | 16             | Locatie in de gemeente |
| BU05020707    | Operabuurt                    | 2000       | 18               | 17             | Locatie in de gemeente |
| BU05020708    | Gebouwenbuurt                 | 1360       | 15               | 15             | Locatie in de gemeente |
| BU05020709    | Schildersvormenbuurt          | 1640       | 17               | 16             | Locatie in de gemeente |
| BU05020800    | Hoofdweg Sector E en F        | 0          | 16               | 16             | Locatie in de gemeente |
| BU05020801    | Hoofdweg Sector A             | 0          | 42               | 41             | Locatie in de gemeente |
| BU05020802    | Hoofdweg Sector B             | 0          | 13               | 12             | Locatie in de gemeente |
| BU05020803    | Hoofdweg Sector C             | 0          | 18               | 18             | Locatie in de gemeente |
| BU05020804    | Hoofdweg Sector D             | 0          | 23               | 22             | Locatie in de gemeente |
| BU05020805    | Hoofdweg Sector G             | 0          | 17               | 17             | Locatie in de gemeente |
| BU05020806    | Sporenbuurt-West              | 790        | 14               | 14             | Locatie in de gemeente |
| BU05020807    | Sporenbuurt-Oost              | 1180       | 18               | 18             | Locatie in de gemeente |
| BU05020808    | Tuinenbuurt                   | 640        | 19               | 18             | Locatie in de gemeente |
| BU05020809    | Kunstenaarsbuurt-Noord        | 450        | 8                | 8              | Locatie in de gemeente |
| BU05020901    | Fascinatio West               | 1300       | 32               | 32             | Locatie in de gemeente |
| BU05020902    | Fascinatio Oost               | 490        | 26               | 26             | Locatie in de gemeente |
| BU05020903    | Capelsebrug                   | 0          | 10               | 10             | Locatie in de gemeente |
| BU05020904    | Rijckevorselpark              | 0          | 9                | 9              | Locatie in de gemeente |
| BU05020905    | Rivium 1e straat              | 0          | 15               | 15             | Locatie in de gemeente |
| BU05020906    | AWZI Rivium                   | 0          | 13               | 13             | Locatie in de gemeente |
| BU05020907    | Rivium 2e straat              | 10         | 14               | 14             | Locatie in de gemeente |
| BU05020908    | Rivium Promenade              | 0          | 11               | 11             | Locatie in de gemeente |